# 基长镇
基长镇，是中华人民共和国贵州省黔南布依族苗族自治州独山县下辖的一个乡镇级行政单位。
2013年6月28日，贵州省人民政府批复同意独山县行政区划调整，以原基长镇、水岩乡地域为新设置的基长镇行政区域，镇人民政府驻基长村。

## 行政区划
基长镇下辖以下地区：
街道社区、松柏村、基长村、茶亭村、羊坪村、秀峰村、阳地村、尧新村、林盘村、高塘村、狮山村、麻董村、兴合村、开罗村、董秧村、水岩村、交送村、建群村、江寨村、维寨村、利山村和水岩乡。